# 日本アマチュア無線連盟
一般社団法人日本アマチュア無線連盟（にほんアマチュアむせんれんめい、英語: The Japan Amateur Radio League, JARL）は、アマチュア無線愛好家を中心として組織された非営利団体である。日本におけるアマチュア無線の健全な発展をはかり、あわせて、内外の無線科学、文化の向上と発展に寄与することを目的とし組織されている。英文略称から「ジャール」と呼称される。

## 概要
会員は、アマチュア局を開設している者による正員（個人、もしくは社団）と、開設していないがアマチュア無線に興味を持つ個人である准員、正員と同居している家族（配偶者・親子・兄弟姉妹）であって個人でアマチュア局を開設している家族会員、連盟の趣旨に賛同し連盟の事業を援助しようとする個人・法人・団体による賛助会員に分けられる。
無線従事者であってもアマチュア局を開局していなければ、換言すれば呼出符号（コールサイン）が無ければ正員にはなれない。
アマチュア局の免許が失効した場合には、個人は正員から准員に変更され、社団は准員にはなれず退会となる（種別「准員社団」は存在せず、要件を満たさないため）。
2022年3月7日現在のJARL会員数は正員が52,794名　社団会員が1,337団体、家族会員が1,208名　准員が10,737名　合計66,076名となっている
標章は「角を丸めた縦長の菱形の中に、アンテナ・コイル・アースの記号（無線設備の象徴）、四隅に頭文字」である。文字以外は世界中の同種団体でほぼ共通である（国際宇宙ステーションアマチュア無線計画、略称「ARISS」のマークにも頭文字を除いたものが用いられている）。会員はこの標章を自己のアマチュア局やQSLカードなどに掲示する事ができるとされているが、「必要な画像データは公開されておらず実際は使用できない。
古くは日本でアマチュア無線を運用する上でQSLカードやSWLカードを交換を要求される事からJARLへの入会が事実上必須とされた時代が長く続いたが、送達に何か月もかかり、届かない事も多く、2010年頃からは世界的にeQSL等の無料で即時にQSL承認できるサービスの利用が普及に伴い、「葉書のカードでの申請しか認めない日本の古いアワードへ参加する者以外はJARLへ入会する必要はなくなっている。

## 業務
一般社団法人移行時の定款による。
1.電波利用による科学技術の振興を図るための次の事業
電波利用に関する調査、研究及び文献の収集
電波利用に関する知識の普及及び電波利用技術の向上を図るための講習会、研究会、競技会等の開催並びに広報活動
電波利用秩序維持及び電波利用環境整備に関する事業
機関紙並びに電波利用関係図書の発行、頒布及び斡旋
2.災害の防止及び被災者の支援を図るための次の事業
災害時に備えた非常通信の訓練及び災害発生時における非常通信の実施
非常通信協議会の諸活動への参加及び協力
3.国際相互理解の促進を図るための次の事業
国際アマチュア無線連合(The International Amateur Radio Union, I.A.R.U.)の日本支部としての業務
諸外国のアマチュア無線団体との提携
4.交信証（QSLカード）及び受信証（SWLカード）の転送事業
5.アマチュア無線に関する建議その他本連盟の目的を達成するために必要な事業
QSLビューロー（QSLカードを転送する機関）を運営している。
2000年には、経費削減のため島根県簸川郡斐川町（現・出雲市）にある企業に委託、
QSLビューローは本部から移転した

## 定款、規則
JARLの目的、内部組織、活動に関する根本規則である「定款」及び「規則」は次のURLに掲載されている。
https://www.jarl.org/Japanese/A_Shiryo/A-A_kitei/teikan.pdf
http://www.jarl.org/Japanese/A_Shiryo/A-A_kitei/kisoku.pdf
※定款の改正は社員総会の3分の2(=67%)の賛成、規則の改正は社員総会の過半数(=50%)の賛成、により可能となる。

## 組織

### 社員総会
- 定款第4章により、JARL会員から選挙により任命され、一般社団法人日本アマチュア無線連盟の会員の代表として、活動方針や予算計画等の重要事項を決定する「最高意思決定機関」である。
- 第18条より、100人以上、140人以内とされている。第19条より、任期は2年。
- 社員の主な業務は、年に一度開催され、JARLの基本的な活動方針を決める会議「定時社員総会」であり、有権者からの意見を集め、会員の代表として、意見、提案、投票等を行う事である。それ以外の業務や手伝い等は無い。
- 社員は全員無報酬(無給与)である。但し、東京で開催される社員総会への交通費が往復で支払われる。

※一般社団法人における「社員」は、一般的な会社員の「従業員」とは立場も役割も全く違う意味であり、法人の経営者的な立場となる最重要機関であるため、勘違いしないよう注意する事。
※公務員や各企業の兼業禁止規定には「一般社団法人法での社員」は該当しないため、既に会社に所属している者でも基本的には問題なく立候補する事ができる。

### 理事会
- 定款第5章により、JARL会員から選挙により任命され、社員総会の決定に基づき「業務の意思決定及び遂行」を担当する機関である。
- 第21条により、理事役員 17名以内、幹事役員 2名以内とし、第22条により、理事役員から1名を会長(代表理事)、2名を副会長とし、若干名を専務理事又は常務理事にする事が出来るとされている。[4]
- 第27条により、役員は基本的に無報酬である。但し、職務に必要とされる費用を支給する事ができる。また、専務理事に限り社員総会において定める報酬等を支給する事ができる。役員に支払われた金額は収支決算報告[5]の「③管理費」に記される。

### 事務局（豊島区南大塚）[6]
- 総務部
  - 総務課
    - 庶務、経理
    - 広報、販売
- 会員部
  - 会員課
    - 会員関係
    - インターネットサービス
    - ハムフェア
    - コンテスト、アワード
    - 技術制度の調査研究、技術制度に関する関係官庁との連絡
    - 技術相談、各種電波障害の相談,調査
    - 技術資料の収集、資料室の管理等

  - 非常通信センター
    - JARLが開設する局による非常通信の実施等

  - 国際課
    - 相互認証に基づく外国人の免許支援
    - 日本人の海外運用に関する情報提供
    - 外国団体との連携、国際会議対応等
- その他
  - 青少年対策担当
  - 会員増強推進室

### 委員会[7]
- JARL定款 第66条 に基づき、理事会を補佐するために設置されている、専門の委員会。
  - 国際問題検討委員会
  - 会員増強組織強化委員会
  - アマチュア無線フェスティバル実行委員会
  - ARDF委員会
  - アワード委員会
  - コンテスト委員会
  - 電子ＱＳＬ委員会
  - 電磁環境委員会
  - 周波数委員会
  - ワイヤレスネットワーク委員会
  - Ｄ－ＳＴＡＲ委員会
  - JARL中央局運用委員会(実態不明、後述)

### 地方本部、支部
- 総合通信局の管轄区域毎（関東、東海、関西、中国、四国、九州（沖縄総合通信事務所の範囲を含む。）、東北、北海道、北陸、信越）に置かれる。地方本部長はその区域から選出された理事があてられる。
  - 支部 - 地方本部内の各都・府・県と北海道の8支庁に置かれる。

| 関東地方本部 1エリア                                                                      | 東海地方本部 2エリア                        | 関西地方本部 3エリア                                                | 中国地方本部 4エリア                                   | 四国地方本部 5エリア                        | 九州地方本部 6エリア                                                                      | 東北地方本部 7エリア                                              | 北海道地方本部 8エリア                                                                                | 北陸地方本部 9エリア             | 信越地方本部 0エリア  |
| ----------------------------------------------------------------------------------------- | ------------------------------------------- | ------------------------------------------------------------------- | ------------------------------------------------------ | ------------------------------------------- | ----------------------------------------------------------------------------------------- | ----------------------------------------------------------------- | --- | -------------------------------- | --------------------- |
| 東京都支部 神奈川県支部 千葉県支部 埼玉県支部 茨城県支部 栃木県支部 群馬県支部 山梨県支部 | 静岡県支部 岐阜県支部 愛知県支部 三重県支部 | 京都府支部 滋賀県支部 奈良県支部 大阪府支部 和歌山県支部 兵庫県支部 | 岡山県支部 島根県支部 山口県支部 鳥取県支部 広島県支部 | 香川県支部 徳島県支部 愛媛県支部 高知県支部 | 福岡県支部 佐賀県支部 長崎県支部 熊本県支部 大分県支部 宮崎県支部 鹿児島県支部 沖縄県支部 | 青森県支部 岩手県支部 秋田県支部 山形県支部 宮城県支部 福島県支部 | 上川宗谷支部 空知留萌支部 オホーツク支部 石狩後志支部 十勝支部 釧路根室支部 胆振日高支部 渡島檜山支部 | 富山県支部 福井県支部 石川県支部 | 新潟県支部 長野県支部 |

支部へは所属するJARL会員数に応じた予算が毎年支給され、JARL本部とは関係なく独自にイベントへの出展や開催、アマチュア無線のPR活動、アワードの発行、などを行う事ができる。しかし、そのような活動を行う能力のない者が支部長に就いてしまい、年間を通してほとんど活動が行われなかったり、「宣伝不足で誰も支部活動を知らず、古参常連だけの寄り集まりになってしまっている地域も多く、支部制度廃止の意見が出ている支部もある。
支部によっては他の支部と合同でイベントを開催している場合もある。
- 各支部の下に、アマチュア無線クラブ(任意団体)をJARLに登録し、支部活動との協力関係を構成する「JARL登録クラブ」がある。

登録クラブはJARL本体の組織ではないため、資金分配は原則として存在しない。

### 既に廃止された部署
- 技術研究所 技術課 - アマチュア無線に関する技術調査・研究、法律や制度の調査研究、衛星やD-STARの開発、TVI等の申告受付相談、その他技術相談等を行っていたとされるが、2011年に廃止されている。
- 地方事務局 - 社団法人時代は「地方事務局」も各区域毎に存在した。

## JA1RL JARL中央局
JARL本部に設置されているアマチュア無線局。
昭和28年西日本水害における非常通信にあたり、統制を取るためとして設置された事に由来する。
局は「JARL中央局運用委員会」により管理されているため、常時運用が行われているものではない。
但し、JARL中央局運用委員会 は委員会の設置について定められたJARL定款 第66条による理事会の決議を経た記録が存在せず、委員会の一覧にも掲載されていない。

## 選挙
JARLの選挙は2年ごとに行われ、会員の代表者として相応しい「社員」及び、運営を任せるに相応しい「理事の候補」を決める。
2012年より、立候補者の公約、方針、抱負等が書かれた「選挙公報」が投票用紙に同封されなくなった。

### 社員
JARL正員を3年以上継続し、告示で指定された日において満20歳以上であれば立候補できる。
地方本部枠(10区域)と、地方支部枠(都府県46区域+北海道8区域)の2種類があり、それぞれに定員が決められている。
先の組織の説明でも書かれている通り、JARLの従業員として就職するわけではなく、会員を代表し活動方針や予算計画等JARLの運営に正式に意見できる代表者になる事なので、「JARLの運営に意見のある者の積極的な立候補が望まれている。
また、下記の理事候補から、JARLの運営に携わる理事を正式に任命する重要な役割を担う。

#### 地方本部区域
- 各地方の規模によって、数名～数十名程度づつ、合計84名選出する。(規則 第20条)
- 定数割れにより、立候補者の善し悪しに関わらず会員が投票を行う事ができない地域も多い。2020年の選挙においても、地方本部枠では、四国、九州、北陸、が無投票での当選となっている。
- 「JARLの活動内容の決定、定款や規則の改定、予算計画の承認、理事幹事の任免等のJARLの基本的な方針の決定が、ここで選ばれる社員に懸かっている[要出典]。

#### 地方支部区域
- 地方支部区域ごとに各1名選出する。
- 支部活動の決定や運営に携わる「支部長」を兼任する。(規則 第38条)
- 「支部で開催されるイベントやコミュニティの活発さ、支部予算の使い方は、ここで選ばれる支部長に懸かっている[要出典]。

### 理事候補
「JARL正員を3年以上継続し、告示で指定された日において満20歳以上で、日本国籍を有する者であれば立候補できる。
但し、告示で指定された日において80歳以上であった場合は立候補できない。
※一般社団法人移行後は4期8年の重任制限が存在したが、髙尾義則（呼出符号:JG1KTC）が会長に就任した翌年の2017年に無制限に改定された。
会員の投票により選出されるのは「候補者」であり、社員総会において、社員からの任命を経て、理事が決定する。よって、理事の選出には社員の選挙結果も強く影響する。
理事の決定後、理事会にて理事同士で、会長(代表理事)、副会長2名、専務理事(常勤・業務執行理事)、を決定する。

#### 全国区
- 日本国内に住所を有する者から合計5名選出する。

#### 地方本部区域
- 地方本部区域ごとに各1名選出する。
- JARL本部と地方支部の間を取り次ぎ、地方ごとの活動を統括する「地方本部長」を兼任する。(規則 第37条)

## 沿革

### 1999年以前
- 1926年 - 6月（12日とも25日とも。当時の記録にも結成時と1周年とで異なる2通りの記述あり）、任意団体として結成される。総裁に草間貫吉を選出[12]。JARL設立宣言文として、“We have the honor of informing that we amateurs in Japan have organized today the Japanese Amateur Radio League, Please QST to all stations.”（日本アマチュア無線連盟の結成を報告できることを我ら誇りに思う、本件を他局にも告知せられたし） が全世界に打電される[13]。
- 1931年4月3日 - 第1回全国大会が名古屋市で開催される[14]。
- 1930年代 - 会長交代騒動。
- 1941年12月8日 - 太平洋戦争勃発に伴いアマチュア無線禁止。会員の一部が「愛国無線隊」「国防無線隊」として大日本帝国軍に協力。
- 1945年3月10日 - 本部が置かれていた会長宅が東京大空襲で焼失。結成から当時までの資料の大部分が失われる。
- 1946年8月11日 - 再結成全国大会（東京・蔵前工業会館で開催）で会長に八木・宇田アンテナ開発者として知られる八木秀次、理事長に矢木太郎が就任[15]。
- 1948年8月15日 - 第3回総会（東京・東京工業大学で開催）で会長に草間貫吉が就任[15]。
- 1949年4月9日 - 本部事務所を千代田区神田小川町に移転[15]。
- 1952年7月29日 - 全国の11人のアマチュアにこの日、戦後初の無線局予備免許付与。アマチュア無線、10年半ぶりに再開。
- 1954年12月 - 事務局を文京区西丸町（現・千石）に移転[16]。
- 1959年6月28日 - 郵政省の認可を受けて社団法人化。社団法人日本アマチュア無線連盟創立総会（東京・日本赤十字社講堂で開催）で、梶井謙一（呼出符号:JA1FG、旧JAZZ、旧J3CC。梶井基次郎の兄、住友電気工業勤務）が会長に就任[16]。梶井謙一は、ツェッペリン来日の際に日本で初めて無電を傍受した[17]。
- 1959年12月22日 - アマチュア局に簡易な免許手続を適用する保証認定制度が制定されその実施者となる[18]。
- 1963年12月9日 - 事務局を豊島区巣鴨に移転[19]。
- 1966年3月13日 - 初の養成課程講習会を開催[20]。
- 1968年5月26日 - 第10回通常総会（札幌市で開催）で村井洪（呼出符号:JA1AC）が会長に就任[21]。
- 1970年5月24日 - 第12回通常総会（奈良市で開催）で原昌三（呼出符号:JA1AN、三菱重工勤務）が会長に就任[22]。
- 1972年8月 - 地方本部と各県支部発足[23]。
- 1973年5月27日 - 第15回通常総会（足利市で開催）で、21年前のこの日に再開された事を記念し、7月29日をアマチュア無線の日に制定[24]。
- 1991年8月22日 - 保証認定と養成課程を実施する養成認定部が分離独立して日本アマチュア無線振興協会設立[25]。

### 2010年代
- 2010年5月30日 - 第52回通常総会（名古屋市で開催）で一般社団法人化に伴う「社団法人日本アマチュア無線連盟の定款、規則及び選挙規程の全面改正並びに一般社団法人日本アマチュア無線連盟の社員選出のための臨時社員選挙実施要領の承認の件」の議案及び、「会費前納者の取扱いに関する特別決議の承認の件」の議案が否決される[26]。
- 2010年11月21日 - 臨時総会（寝屋川市で開催）で「社団法人日本アマチュア無線連盟の定款、規則及び選挙規程の全面改正並びに一般社団法人日本アマチュア無線連盟の社員選出のための臨時社員選挙実施要領の承認の件」の議案が可決され、一般社団法人への移行[27]が決定した[28]。原が移行と同時の退任を申し出て承認される。
- 2011年3月1日 - JARL技術研究所が廃止される。
- 2011年3月31日 - 2010年度末 一般正味財産 12億7,114万円
- 2011年11月1日 - 一般社団法人日本アマチュア無線連盟へ移行。原が40年にわたって務めた会長を退任。後任は稲毛章（呼出符号:JA5MG）[29]。
- 2012年3月31日 - 2011年度末 一般正味財産 11億8,211万円 ▲8,903万円
- 2013年3月31日 - 2012年度末をもって、終身会員制度の前納会費を使い果たし、残高がゼロになる[30]。
- 2013年3月31日 - 2012年度末 一般正味財産 11億4,117万円 ▲4,094万円
- 2013年10月末には、JARL公式Webサイト（www.jarl.or.jp）に障害が発生し、ミラーサイトである「jarl.org」移動した11月19日に暫定運用を開始2014年3月26日より新サイトで全サービスを再開した[31]。現在（www.jarl.or.jp）から(www.jarl.org)にリダイレクトされる
- 2013年11月5日 - 事務局を豊島区南大塚3丁目の大塚HTビル6階に集約移転し、巣鴨での業務を終了。
- 2014年3月31日 - 2013年度末 一般正味財産 10億4,913万円 ▲9,204万円
- 2014年6月15日 - 第3回定時社員総会後の理事会で山之内俊彦（呼出符号:JA7AIW）が会長に就任[32]。
- 2015年3月31日 - 2014年度末 一般正味財産 10億0,755万円 ▲4,158万円
- 2016年3月31日 - 2015年度末 一般正味財産 9億4,691万円 ▲6,064万円
- 2016年6月26日 - 第5回定時社員総会後の理事会で髙尾義則（呼出符号:JG1KTC）が会長に就任[33]。
- 2017年3月31日 - 2016年度末 一般正味財産 8億7,220万円 ▲7,471万円
- 2017年10月1日 - 役員の就任年齢制限(75歳未満)と重任制限(連続4期8年まで)の覚書が、80歳未満、重任制限なしに改定される[34]
- 2018年3月31日 - 2017年度末 一般正味財産 7億8,245万円 ▲8,975万円
- 2018年6月9日 - 戦後、41年間にわたって会長を務めた原がこの日死去。享年91。
- 2019年3月31日 - 2018年度末 一般正味財産 7億0,235万円 ▲8,010万円[35]

### 2020年代
- 2020年3月31日 - 2019年度末 一般正味財産 6億4,805万円 ▲5,430万円[36]
- 2020年6月8日 - 東京地方裁判所がJARLに対し、会計帳簿の隠蔽は違法であり、開示を命じる仮処分決定を出す[37]。一般社団法人・財団法人法第121条第1項「会計帳簿閲覧・謄写請求権」により会計帳簿の開示を拒否する事はできない。
- 2020年10月2日 - 2020年JARL社員総会についての報告書をブログに掲載していたJARL社員に対し、「コールサインが個人情報にあたるので掲載は禁止、削除しろ」という旨の警告書が送付及び、ブログサーバーへの通報が行われる[38]。当然ながら、コールサインは個人情報ではないとの結論が、平成13年の内閣府 情報公開審査会において示されている[39]。
- 2020年10月31日 - 新型コロナウイルス感染症の影響で、ハムフェアが史上初の中止となる。
- 2020年11月21日 - 第53回理事会において、今後の社員総会では、話し合われた事実を記録する「議事録速記録」を取らない事が決定される[40]。
- 2021年3月31日 - 2020年度末 一般正味財産 6億0,854万円 ▲3,951万円[41]
- 2021年5月31日 - 東京地方裁判所がJARLに対し、2020年度の総勘定元帳及び仕訳帳を開示するよう命じる[42]。
- 2021年12月13日 - 2021年9月に開催されたIARU第３地域総会において、7.041MHzで行われている日本人同士のFT8運用が国際的なバンドプランと錯誤しており迷惑であるため「2021年末までに7.030-7.040MHzの範囲への移動を検討してほしい」と要請[43]される。しかしJARLは、移動先についての調査やアンケートを行う事もなく、3か月間も沈黙し続け、「7.030-7.040MHzの範囲で運用してほしい」とだけ発表[44]する。
- 2022年1月（2021年から調査）局免が確認できない正員の調査と准員への移行処置の発表が行われた[45]
- 2023年6月25日 - 第66回理事会で髙尾が解任、森田耕司（呼出符号:JA5SUD）が会長に就任[46]。

## 抱える問題点
- 過去にはバンドプランの制定など、国に対しアマチュア無線家らの代表として一定の役割を果たしてきたが、昨今の電波の有効活用の議論が高まるにつれ、周波数帯の確保など、果たしてアマチュア無線家らの利益にかなう活動が行われるかどうか、多くの会員から[誰?]疑問視されている。一例として、2006年（平成18年）にはそれまで反対の立場を表明していたPLCに対して一転容認をしたことが挙げられる。
- 1980年代のアマチュア無線ブームをピークとして年々会員が減少しており、会費収入減による財政難を理由に、機関紙「JARL NEWS」は月刊であったものが近年は隔月刊、更には季刊に変更されるなど、サービスは低下しつつある。「QSLカードの転送業務も、受託先を変更しても尚滞っているとの批判が絶えない[要出典]。
- 元はJARLの財政的な安定のために創設した終身会員制度（数年分の年会費に相当する金額を前納することにより、以降の会費を免除される）であるが、これが却って財政を圧迫する状況となる。終身会費は1万円、3万円、5万円、8万円、20万円と改訂され、さらに新規取り扱いが停止となった。改悪はこれで留まらず、最終的には前納した会費を精算し、改めて年会費を徴収しようという不誠実な対応がなされた[47]
- 2002年（平成14年）に同制度は廃止され、それまでに終身会員となった者も、最長で2033年には権利を喪失し、一般正員として取り扱われる（20万円前納会員の場合）。この件は2009年12月、全終身会員に対し郵送通告された。しかし多数の終身会員からの反発を招き、2010年（平成22年）5月の年次総会で提議は否決。終身員の身分資格は“なお従前の例による”と定められる[48]。
- 阪神・淡路大震災の為に集めた寄付金が一部を除いてJARL本部の金庫に放置してあったこと、さらにこれがスマトラ沖地震の義援金に流用されたことが、2005年に発覚、総会でも追及された[49]。